# Чорний ярок
Чорний ярок (словац. Čierny jarok) — річка в Словаччині, права притока Б'єлого Вагу, протікає в окрузі Ліптовський Мікулаш.
Довжина приблизно 5.5.-6.0 км. Витік знаходиться в масиві Ліптовська улоговина (геоморфологічна підодиниця Гибянські пагорби — схил гори Градок) — на висоті близько 905 метрів. Протікає територією села Важец.
Впадає у Б'єлий Ваг на висоті приблизно 765—770 метрів.